# Nicolas de Crem
Pour les articles homonymes, voir De Crem.
Pas d'image ? Cliquez ici
Nicolas de Crem, né le 31 juillet 1990 à La Louvière est un pilote automobile belge.

## Biographie
En Belgian Touring Car Series, il remporte les 12 Heures de Spa.
Il participe à sa première saison de Le Mans Series en 2010,,.
En 2011, il termine deuxième des 1 000 kilomètres de Spa dans la catégorie LMP2, puis il participe pour la première et unique fois aux 24 Heures du Mans,,.
En décembre 2013, il effectue des tests aux États-Unis à bord de la Radical SR9-Ford de l’écurie Project Libra,.

### Résultats aux 24 Heures du Mans
| Année | Équipe     | Équipiers                 | Voiture      | Classe | Tours | Pos. | Class Pos. |
| ----- | ---------- | ------------------------- | ------------ | ------ | ----- | ---- | ---------- |
| 2011  | OAK Racing | Shinji Nakano Jan Charouz | Pescarolo 01 | LMP2   | 313   | 14e  | 5e         |